# Jeremie Frimpong
Jeremie Agyekum Frimpong (Amszterdam, 2000. december 10. –) holland labdarúgó, az angol első osztályban szereplő Liverpool jobbhátvédje.

## Pályafutása

### Klubcsapatokban

#### Ifjúsági csapatok
Az Amszterdamban, ghánai édesanyától és holland édesapától született Frimpong családjával hét éves korában költözött át Angliába, ahol két évvel később bekerült a patinás Manchester City akadémiájára. A manchesteri kékeknél töltött kilenc éve során Frimpong végigjárta a korosztályos csapatokat, általában jobb vagy bal hátvédként szerepelt, esetenként szélsőként. Utolsó manchesteri idényében már a Premier League 2-ben szereplő U23-as csapat tagja volt, illetve a kékekkel az FA ifjúsági kupa döntőjébe is bejutott, ahol a Liverpoollal szemben maradtak alul.

#### Celtic
2019 nyarán a 18 éves Frimpong miután nem látott reális esélyt az első csapatba kerüléshez, a több játéklehetőség fejében a skót bajnokság ikonjához, a Celtic-hez szerződött. Új csapatában 2019 szeptemberében egy Partick Thistle elleni ligakupa mérkőzésen debütált, majd egy hónappal később a Ross County ellen a skót Premiershipben is bemutatkozhatott. Ezen a mérkőzésen rögtön egy gólpasszt is kiosztott, majd egy héttel később az Aberdeen ellen megszerezte első bajnoki gólját. Az idény során az edző Neil Lennon általában a kezdőcsapatban számolt vele. 2019 decemberében megnyerte első felnőtt trófeáját, amikor a ligakupa döntőjében csapatával 1-0 arányban legyőzték az ősi rivális Rangers-t – igaz, Frimpongot a mérkőzés 63. percben kiállították. Két hónappal később a København ellen bemutatkozhatott az Európa-ligában a legjobb 32 között, ám kisebb meglepetésre a skótok alulmaradtak a dán bajnokkal szemben. A koronavírus járvány miatt lerövidített bajnoki idényt viszont az első helyen zárták (zsinórban a 9. alkalommal). Frimpong a következő idényben is alapembernek számított, 2020 decemberében megszerezte harmadik trófeáját, amikor is a skót kupa döntőjében tizenegyesekkel múlták felül a Hearts-ot.

#### Bayer Leverkusen
A fiatal tehetséget 2021 januárjában a német Bundesliga egyik jelentős csapata, a Bayer Leverkusen igazolta le 11 millió euróért. A holland edző Peter Bosz az idény során egyre gyakrabban használt három védős felállást, ebbe a szisztémába illeszkedett a villámgyors, technikás, jobb oldali védőt és szélsőt egyaránt játszó Frimpong. A gyógyszergyári kezdet azonban nem indult zökkenőmentesen. Az ősszel még a tabellát is vezető csapat látványos összeomlást produkált a tavaszi szezonban, Frimpong debütálásakor a negyedosztályú Rot-Weiß Essen ellen estek ki a német kupából, nem sokkal később pedig a Young Boys búcsúztatta őket az Európa-ligából. A gyenge szereplés Bosz állásába került, az átmeneti edző pedig nem szavazott Frimpongnak bizalmat. Gerardo Seoane, a Young Boys-tól 2021 nyarán érkező új edző viszont azonnal a kezdőcsapatban számolt vele, Frimpong pedig remek játékkal hálálta meg a bizalmat, az előtte játszó Moussa Diaby-val remek párost alkottak. 2021 novemberében a Leipzig ellen megszerezte első német bajnoki találatát.

#### Liverpool
2025. május 30-án bejelentette az angol Liverpool a szerződtetését, amelyhez június 1-jén csatlakozott.

### A válogatottban
Frimpong ghánai és holland felmenőkkel, valamint brit állampolgársággal is rendelkezik. Első meghívását a holland korosztályos válogatottba kapta, őket képviselte U19, U20 és U21-es szinten, ám nemzetközi tornán nem vett részt velük.

## Statisztika

### Klubcsapatokban
2025. június 1-i állapot szerint
| Klub             | Szezon           | Bajnokság        | Bajnokság | Bajnokság | Kupa  | Kupa  | Ligakupa | Ligakupa | Nemzetközi-kupa | Nemzetközi-kupa | Egyéb | Egyéb | Összes | Összes |
| Klub             | Szezon           | Liga             | Mérk.     | Gólok     | Mérk. | Gólok | Mérk.    | Gólok    | Mérk.           | Gólok           | Mérk. | Gólok | Mérk.  | Gólok  |
| ---------------- | ---------------- | ---------------- | --------- | --------- | ----- | ----- | -------- | -------- | --------------- | --------------- | ----- | ----- | ------ | ------ |
| Celtic           | 2019/20          | Premiership      | 14        | 2         | 3     | 0     | 3        | 0        | 1               | 0               | —     | —     | 21     | 2      |
| Celtic           | 2020/21          | Premiership      | 22        | 1         | —     | —     | —        | —        | 8               | 0               | —     | —     | 30     | 1      |
| Celtic           | Összesen         | Összesen         | 36        | 3         | 3     | 0     | 3        | 0        | 9               | 0               | —     | —     | 51     | 3      |
| Bayer Leverkusen | 2020/21          | Bundesliga       | 10        | 0         | 1     | 0     | —        | —        | 2               | 0               | —     | —     | 13     | 0      |
| Bayer Leverkusen | 2021/22          | Bundesliga       | 25        | 1         | 2     | 1     | —        | —        | 7               | 0               | —     | —     | 34     | 2      |
| Bayer Leverkusen | 2022/23          | Bundesliga       | 34        | 8         | 1     | 0     | —        | —        | 13              | 1               | —     | —     | 48     | 9      |
| Bayer Leverkusen | 2023/24          | Bundesliga       | 31        | 9         | 6     | 2     | —        | —        | 10              | 3               | —     | —     | 47     | 14     |
| Bayer Leverkusen | 2024/25          | Bundesliga       | 33        | 5         | 4     | 0     | —        | —        | 10              | 0               | 1     | 0     | 48     | 5      |
| Bayer Leverkusen | Összesen         | Összesen         | 133       | 23        | 14    | 3     | —        | —        | 42              | 4               | 1     | 0     | 190    | 30     |
| Liverpool        | 2025/26          | Premier League   | 0         | 0         | 0     | 0     | 0        | 0        | 0               | 0               | 0     | 0     | 0      | 0      |
| Liverpool        | Összesen         | Összesen         | 0         | 0         | 0     | 0     | 0        | 0        | 0               | 0               | 0     | 0     | 0      | 0      |
| KARRIER ÖSSZESEN | KARRIER ÖSSZESEN | KARRIER ÖSSZESEN | 169       | 26        | 17    | 3     | 3        | 0        | 51              | 4               | 1     | 0     | 241    | 33     |

1. 1 2 3 4  Mérkőzése(i) a(z) Európa Ligában
2. ↑  A Bajnokok Ligája selejtezőjében egyszer lépett pályára. Az Európa Ligában; előbb a selejtezőben kétszer, majd a főtáblán ötször lépett pályára
3. ↑  A BL-ben ötször, az EL-ben nyolcszor lépett pályára
4. ↑  (EL)
5. ↑  Mérkőzése(i) a(z) Bajnokok Ligájában
6. ↑  Mérkőzése(i) a(z) DFL-Supercup-ban

### A válogatottban
Frissítve: 2025. március 23.
| Válogatott | Év       | Pályára lépések | Gólok |
| ---------- | -------- | --------------- | ----- |
| Hollandia  | 2023     | 1               | 0     |
| Hollandia  | 2024     | 9               | 1     |
| Hollandia  | 2025     | 2               | 0     |
| Összesen   | Összesen | 12              | 1     |

## Sikerek
Celtic
- Skót bajnok: 2019–20
- Skótkupa: 2019–20
  - Skót ligakupa: 2019–20

 Bayer 04 Leverkusen
- Német bajnok: 2023–24
  - Német kupa: 2023–24
- Német szuperkupa: 2024